# Kastaněty

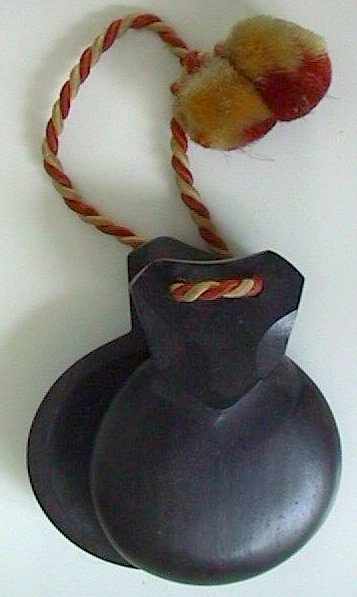
Kastaněty

Kastaněty jsou perkusní hudební nástroj používaný převážně ve španělském a jihoitalském folklóru, romské hudbě a hudbě latinské Ameriky. Původ mají pravděpodobně ve starověkém nástroji z mušlí, který pocházel z dnešní Kréty. Tvar mušle si kastaněty zachovaly dodnes, ale jako výchozí materiál se většinou používá dřevo. Jejich španělský název castañuelas je odvozen od slova castaña – kaštan.
Kastaněty neodmyslitelně patří především ke španělskému tanci flamenco.

## Konstrukce
Kastaněty jsou dvě mělké mističky s plochými okraji a oušky s otvory, jimiž je provlečena šňůrka. Vyrábějí se nejčastěji z tvrdého dřeva, ale i z kosti nebo rohoviny. Dnes se objevují i nástroje z laminátu. Kastaněty používané v orchestru bývají opatřeny držadlem. Zvuk vydává celá hmota nástroje, kastaněty proto patří mezi idiofony. Někdy, například v České republice, můžeme také v hudebninách nalézt napodobeniny kastanět z umělé hmoty.

## Hra
Při tradičním použití má tanečnice při tanci kastaněty přivázané na palci.[zdroj⁠?!] Jedna mistička spočívá na dlani. Zvuk, který doprovází rytmus hudby i tance, pak vydává rychlé klapnutí prstů do druhé. Lze docílit i delší série rychle se opakujících úderů.
Obyčejně tanečník nebo hudebník používá dva páry kastanět se zvukem mírně odlišné výšky, v každé ruce jeden pár. V pravé ruce se obvykle drží pár s vyšším zvukem, zvaný hembra (ženský), v levé ruce ruce pak pár s hlubším zvukem, zvaný macho (mužský).